# Dierentherapie

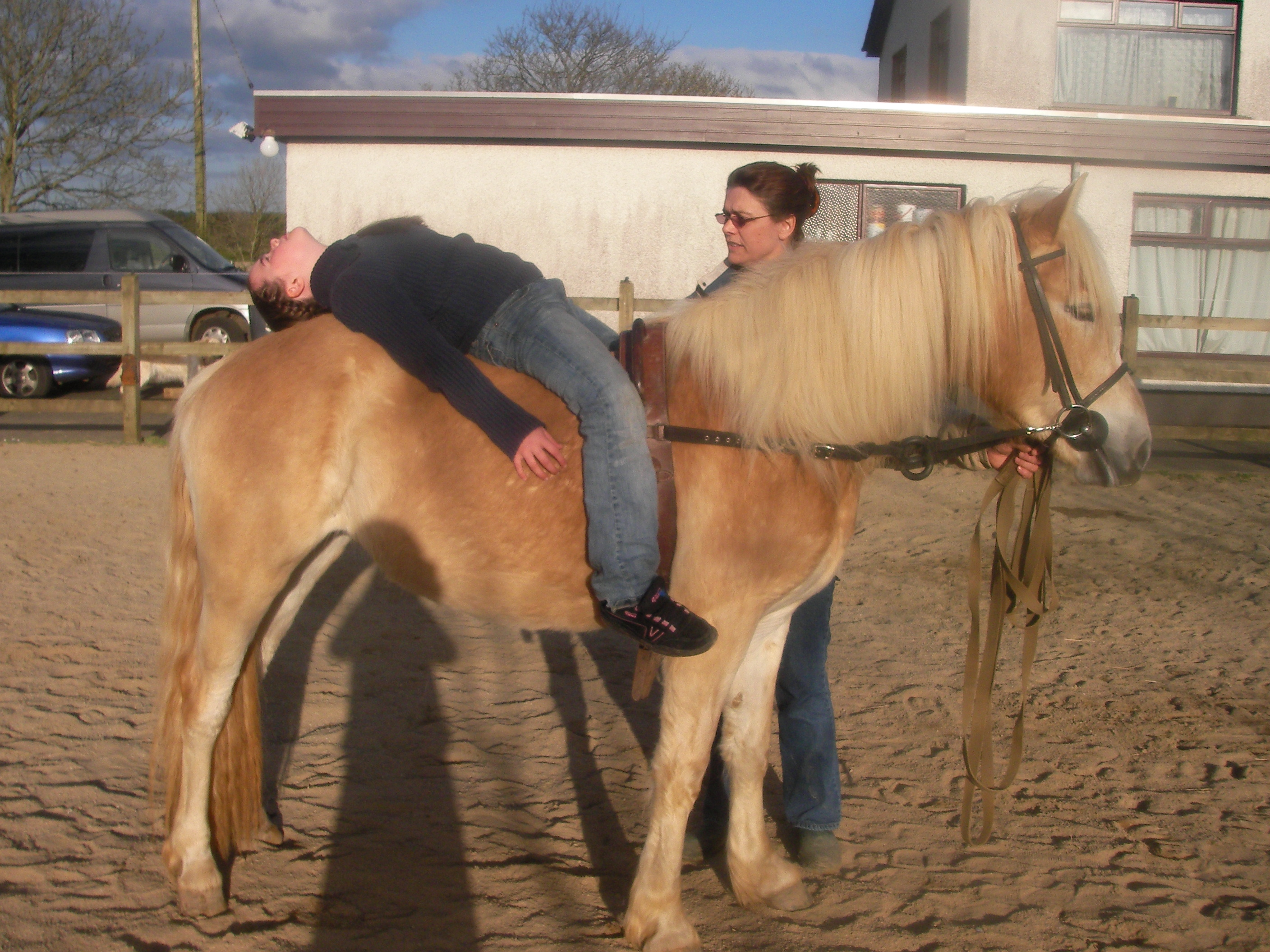
ontspanningensseance tijdens paardentherapie

Dierentherapie, of beter, therapie met dieren, ook wel Animal Assisted Therapy (AAT) genoemd, is een vorm van psychotherapie waarin huisdieren worden gebruikt om mensen met fysieke, psychische en psychosociale problemen te helpen hun mentale of fysieke gezondheid op peil te houden of te verbeteren. Er kan allerlei dieren gewerkt worden, zoals papegaaien, kippen, honden, katten, paarden, pony’s, en ezels. Dierentherapie is een complementaire of alternatieve therapie die andere behandelingen kan aanvullen, maar deze niet kan vervangen.

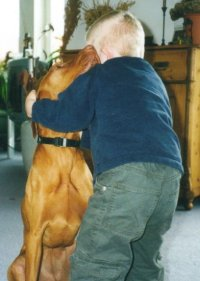
hond ingezet in dierentherapie

Dieren kunnen positieve effecten op mensen hebben. Zo kan de omgang met huisdieren lichamelijke voordelen bieden, zoals meer ontspanning en een lagere bloeddruk. Ook kunnen ze steun geven, motiveren, en bijdragen aan de verbetering van zelfbeeld en contacten. Dieren kunnen daarom op verschillende manieren ingezet worden. Een hiervan zijn activiteiten als het bezoeken van zieken of ouderen om hen op te vrolijken of af te leiden, hetgeen ook wel Animal Assisted Activities (AAA) genoemd wordt. De andere manier is dus dierentherapie. Hier wordt doelgericht een dier ingezet om bepaalde effecten te krijgen bij een bepaalde persoon. Het dier kan dan bijvoorbeeld gebruikt worden om door te dringen tot een psychiatrische patiënt, of om een revalidatiepatiënt te stimuleren bij oefening. Bij dierentherapie is behalve een dierenbegeleider ook een therapeut betrokken.

## Kritische kanttekening

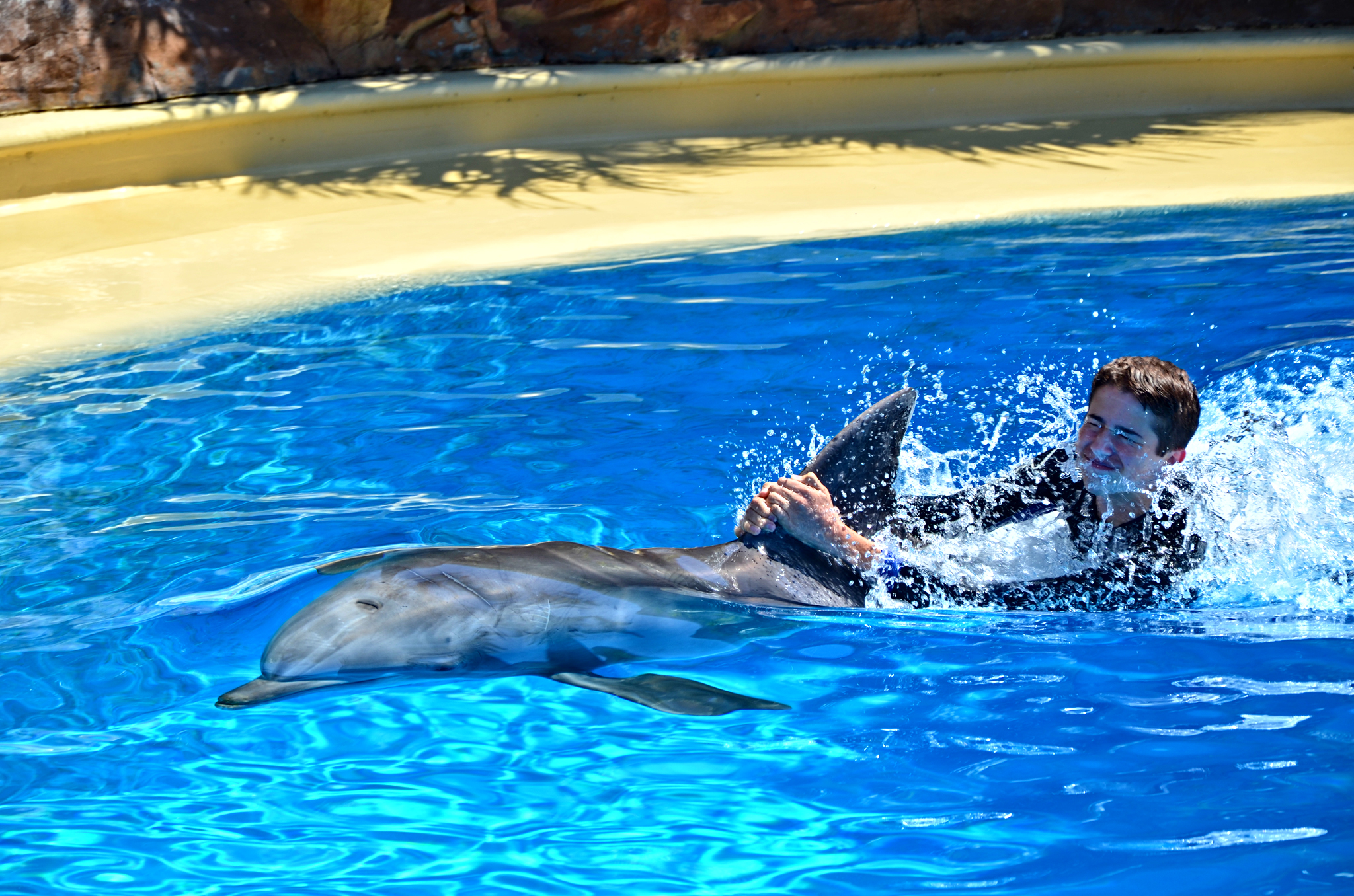
jongetje wordt voortgetrokken door een dolfijn

De effectiviteit van dierentherapie is onduidelijk. Algemeen wordt weliswaar erkend dat veel dieren gewaardeerde metgezellen zijn en sociale steun bieden en dat dieren ervoor kunnen zorgen dat de mens op korte termijn zich beter voelt. Ook wordt erkend dat dieren een bijzondere rol kunnen spelen voor mensen met een depressie of voor ernstig verwaarloosde kinderen. Maar anno 2008 zijn er geen cijfers bekend over de feitelijke effecten, in het bijzonder op lange termijn. Als voorbeeld hiervan wordt het gebruik van dolfijnen aangehaald die ingezet worden voor de behandeling van psychologische aandoeningen, zoals autisme, ontwikkelingsstoornissen of angststoornissen.